# Partido del Frente Cardenista de Reconstrucción Nacional
Die Partido del Frente Cardenista de Reconstrucción Nacional (PFCRN; dt.: Partei der Cardenistischen Front des Nationalen Wiederaufbaus) war eine politische Partei in Mexiko, die 1987 aus der 1978 gegründeten Partido Socialista de los Trabajadores (PST) hervorging und zuletzt im Jahr 1997 unter der Bezeichnung Partido Cardenista (PC) existierte. Parteivorsitzender war von 1987 bis 1997 Rafael Aguilar Talamantes.
„Cardenista“ leitet sich von Cárdenas ab, dem väterlichen Nachnamen des früheren mexikanischen Präsidenten Lázaro Cárdenas del Río, dessen politischen Ideen die PFCRN bzw. PC folgte. Aufgrund des langen Parteinamens und der nicht in Wortform aussprechbaren Abkürzung wurde die PFCRN umgangssprachlich als „El Ferrocarril“ (dt.: Die Eisenbahn) bezeichnet.
Die PFCRN kandidierte 1988 zusammen mit der PPS, der PARM und der PMS als „Frente Democrático Nacional“. 1994 stellte die PFCRN für die Präsidentschaftswahlen ihren Parteivorsitzenden Aguilar Talamantes als Kandidaten auf. Im selben Jahr verlor die PFCRN ihre Zulassung als nationale Partei, erhielt diese aber 1996 sowie 1997 unter ihrer neuen Bezeichnung Partido Cardenista erneut. Nachdem die Partido Cardenista 1997 bei den Regierungschefwahlen im Distrito Federal de México mit dem Journalisten Pedro Ferríz erfolglos geblieben war, verlor die Partei wiederum die Zulassung und wurde aufgelöst.